# Spazio Rurale
Spazio Rurale è una rivista mensile del settore agricolo, non collegata ad associazioni di settore ma che svolge un autonomo discorso a favore dell'agricoltura italiana. Dedica gran parte degli articoli ad argomenti di politica agraria, non lesinando critiche ad alcune scelte  compiute dal ministero delle politiche agricole e dall'Unione europea. Vi è attenzione anche alle vicende interne delle organizzazioni di categoria del mondo agricolo e alle posizioni critiche delle minoranze nei confronti degli organi direttivi.
Largo spazio è dedicato ai settori che soffrono più gravemente la crisi, con prospettive di ulteriore contrazione come la bieticoltura.
Per quello che riguarda gli OGM vi è  una attenzione alla posizione di quegli ambienti della ricerca scientifica e di quei settori degli agricoltori che sono favorevoli a una prudente estensione della sperimentazione.
Un inserto è dedicato al mondo della pesca e dell'acquacoltura.
Nel 2007 ha curato, per conto del Ministero dell'Agricoltura, una serie di pubblicazioni sulla frutticultura italiana, distribuite in forma di supplementi alla rivista.
Collegata alla rivista vi è una casa editrice che pubblica testi anch'essi dedicati all'agricoltura, nei suoi aspetti storici e politici.
Ha annunciato che il numero di agosto sarà l'ultimo stampato.